# Amerikai hárs
Az amerikai hárs (Tilia americana) a mályvafélék (Malvaceae) családjába tartozó hárs nemzetség egyik, Észak-Amerikában honos faja.

## Elterjedése, élőhelye
Észak-Amerika keleti része, nyirkos erdők.

## Megjelenése
Terebélyes, oszlopos, 25 méteresre megnövő lombhullató fa.
Kérge barna, szürke, pikkelyesen bordázott.
Levelei széles tojásdadok, csaknem kerekdedek, 20 cm hosszúak, 15 cm szélesek, ferdén szíves vállúak, rövid hegyűek, durván szálkásan fogazottak.Mindkét oldaluk felkopaszodó, felszínük fakózöld, fonákjuk világosabb, kissé fényes és az érzugokban barna szőrcsomós.
A virágai halványsárgák, ötszirmúak, 1,5 cm-esek, illatosak. Tíztagú fürtjeiket 10 cm-es keskeny fellevél övezi.  Nyár közepén virágoznak.
A termése kerek, fásodó, halvány szürkészöld, 1 cm-es makkocska.

## Képek

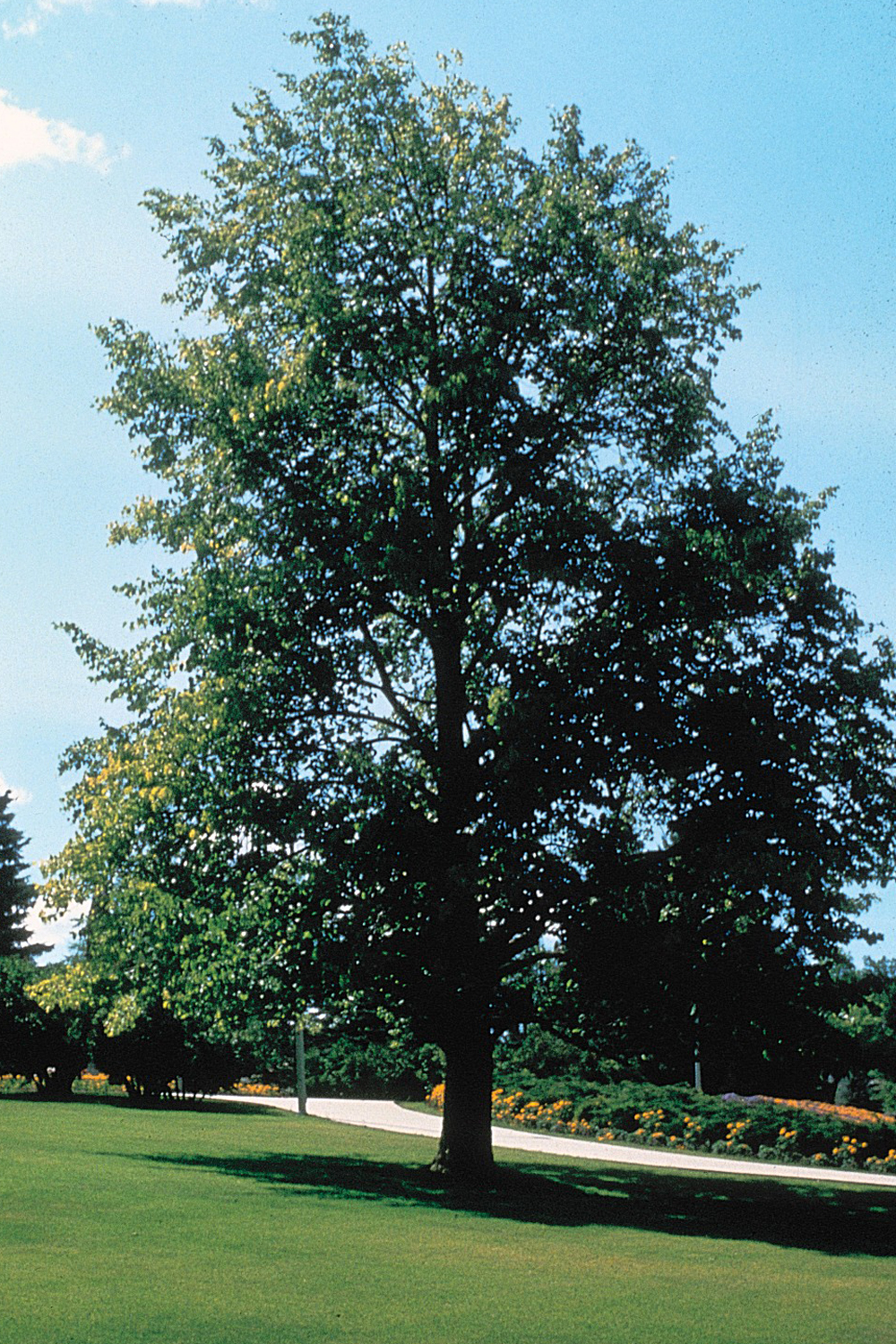
Habitusa
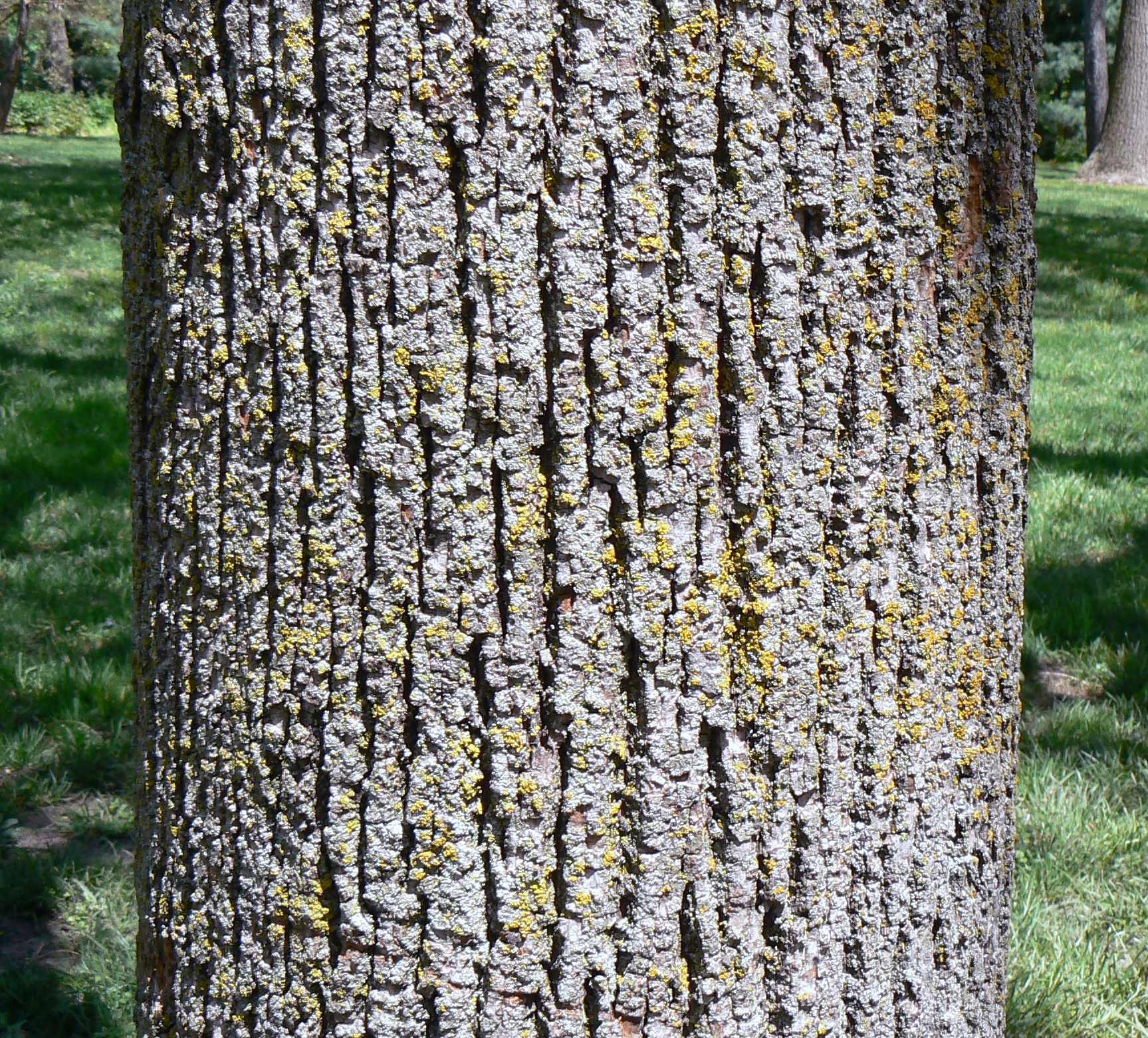
Kérge
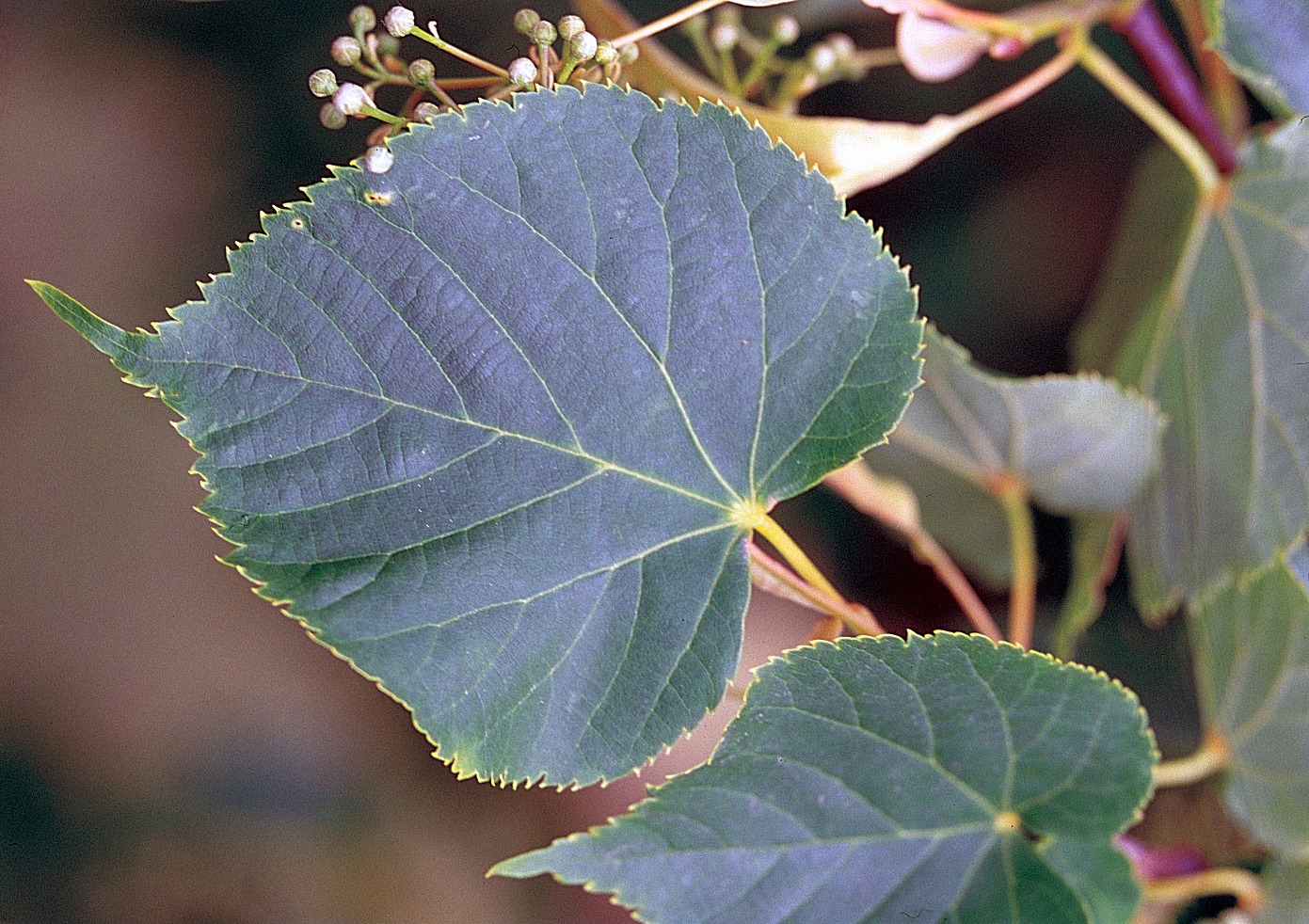
Levele
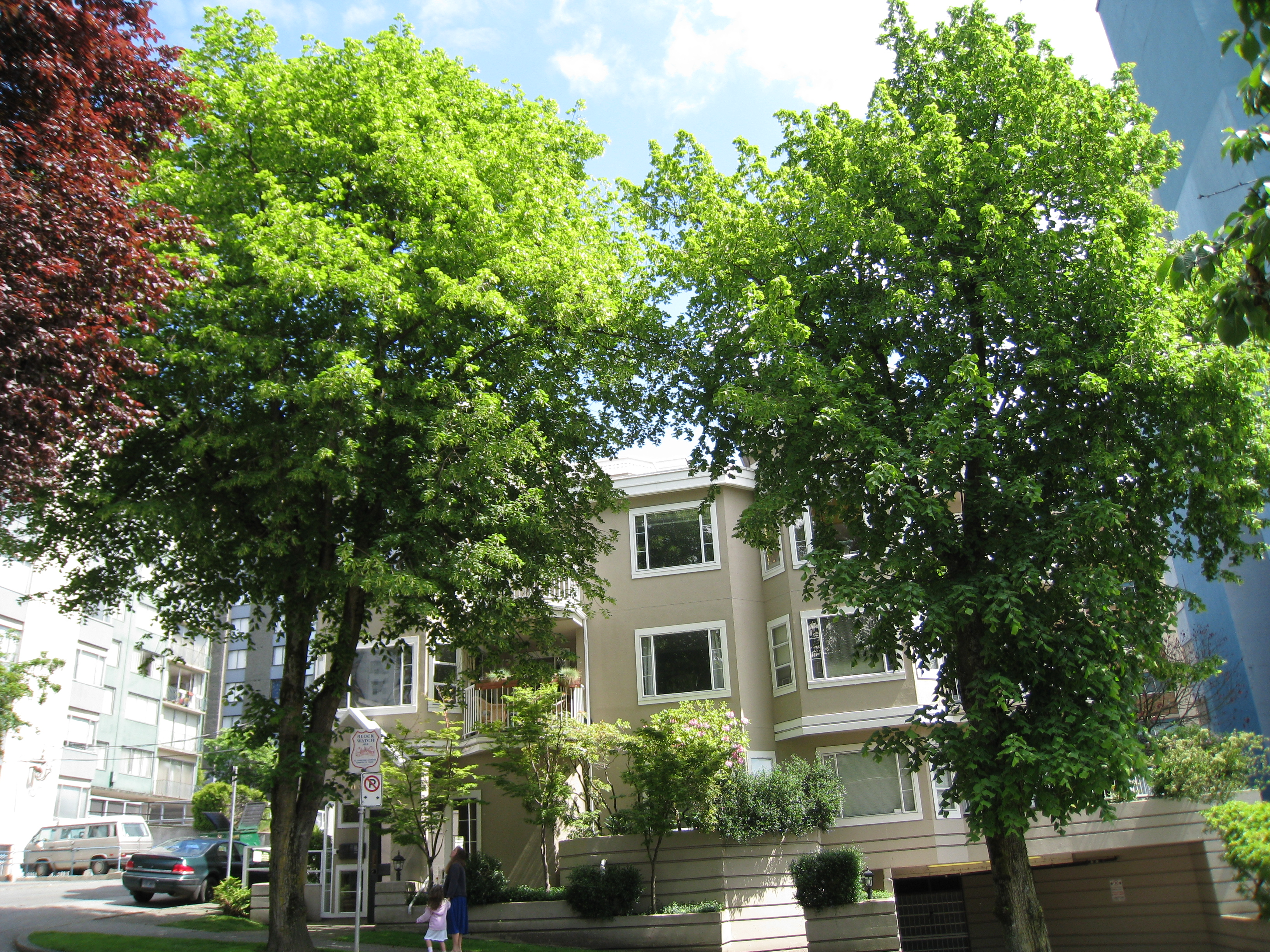
Városi környezetben
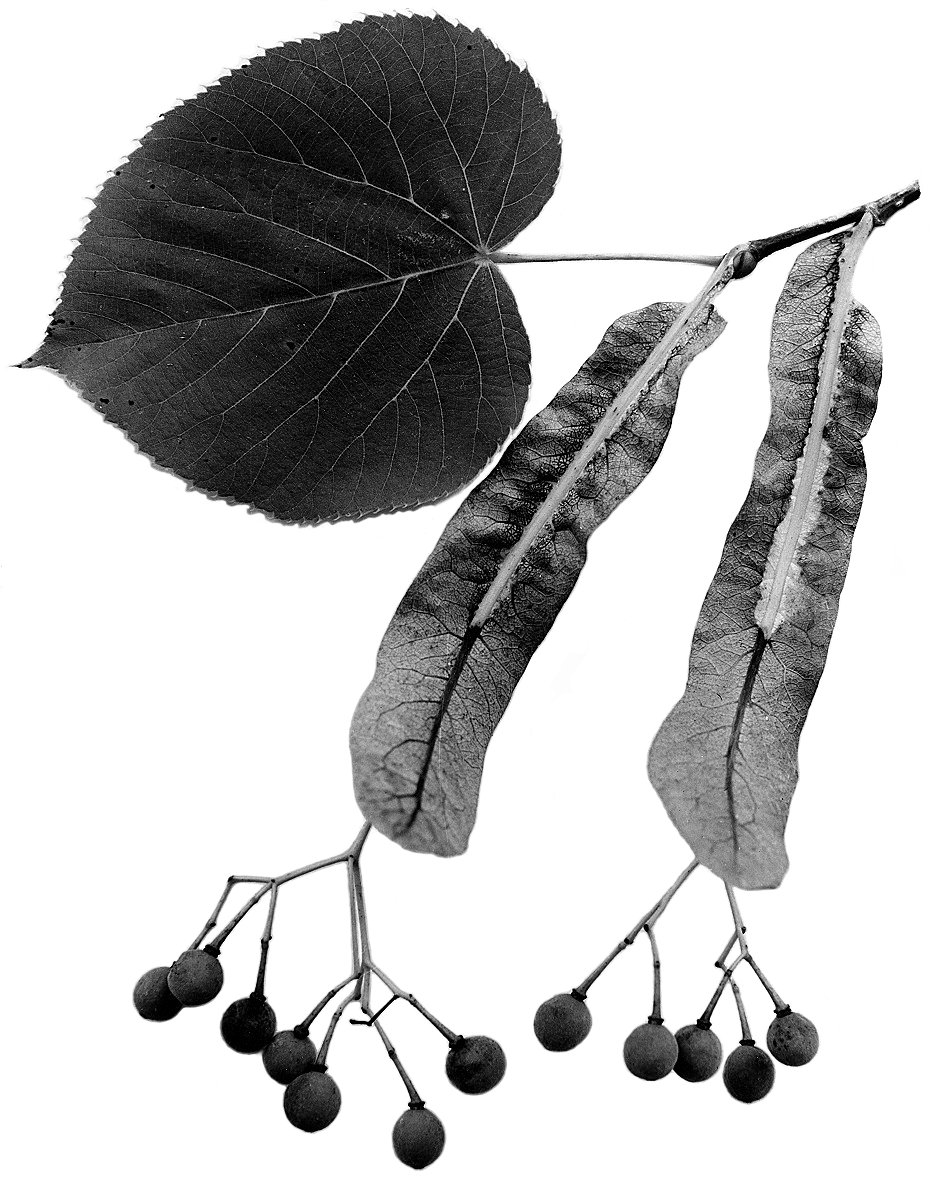
termése
Elterjedése